# Octobre 1890

## Événements
- France : poussée anarchiste (1890-1895). Le socialiste Jean Allemane fonde le parti socialiste ouvrier révolutionnaire (PSOR) qui se réclame de la commune et de Bakounine et fait du syndicalisme révolutionnaire l’arme de la lutte anticapitaliste.

- 3 octobre : traité de Ouidah. Le roi Béhanzin doit accorder à la France un « droit d’occupation indéfinie » à Cotonou. Il conserve en revanche sa souveraineté sur la ville.

- 9 octobre : le commandant Monteil part de Saint-Louis pour Tripoli par le lac Tchad (1890-1892). Il quitte Ségou le 23 décembre 1890 pour Say et passe par San, Kinian et Sikasso[1].

- 13 octobre : João Crisóstomo devient Premier ministre du Portugal. La vague nationaliste de révolte contre la monarchie, jugée responsable de l’abandon de la liaison Angola-Mozambique après l'ultimatum britannique du 12 janvier, profite au parti républicain.

- 21 octobre : établissement d’un gouvernement responsable en Australie-Occidentale (John Forrest, est élu Premier ministre le 22 décembre).

- 30 octobre : rescrit impérial sur l’éducation de philosophie néo-confucianiste au Japon.

## Naissances
- 2 octobre : Groucho Marx, comédien américain († 19 août 1977).
- 8 octobre : Philippe Thys, coureur cycliste belge.
- 14 octobre :
  - Louis Delluc, critique, scénariste et réalisateur français († 1924).
  - Dwight D. Eisenhower, président des États-Unis († 28 mars 1969).
- 15 octobre : Mohamed Ali El Hammi, syndicaliste tunisien († 10 mai 1928).
- 16 octobre : Maria Goretti, jeune fille assassinée reconnu sainte martyre par l'Église catholique.
- 26 octobre : 
  - Ganesh Shankar Vidyarthi (mort le 25 mars 1931), journaliste indien
  - Jacques Gérard (mort le 3 juillet 1918), Jacques Gérard
- 28 octobre : Louis Orville Breithaupt, lieutenant-gouverneur de l'Ontario.
- 29 octobre : Alfredo Ottaviani, cardinal italien, préfet de la Congrégation pour la doctrine de la foi († 3 août 1979).

## Décès
- 9 octobre : Charles Towry-Law (3e baron Ellenborough) († 17 novembre 1820).
- 19 octobre : Sir Richard Francis Burton, explorateur britannique (° 19 mars 1821).
- 26 octobre : 
  - Carlo Collodi, écrivain italien, auteur de Pinocchio (° 24 novembre 1826).
  - Antonio Raimondi (né le 19 septembre 1826), naturaliste et un explorateur italien-péruvien